# Oberonia hosokawae
Oberonia hosokawae là một loài thực vật có hoa trong họ Lan. Loài này được Fukuy. mô tả khoa học đầu tiên năm 1941.